# ویو دیزناو
ویو دیزناو (به فرانسوی: Vieu-d'Izenave) یک کمون (فرانسه) در فرانسه است که در ان (اوورنی-رون-آلپ) واقع شده‌است.
 ویو دیزناو ۲۳٫۷۳ کیلومتر مربع مساحت دارد  ۳۸۰ متر بالاتر از سطح دریا واقع شده‌است.